# Мартон (Мидлсбро)
Мартон (англ. Marton-in-Cleveland) — пригород Мидлсбро, Северный Йоркшир, Англия. До 1950-х годов — небольшая деревня рядом с местечком Толлесби в Норт-Райдинге, Йоркшире.
Первоначально приход простирался на север до реки Тис, но с расширением Мидлсбро становился всё меньше и в конечном итоге стал пригородом южного Мидлсбро.
Среди достопримечательностей: парк Стюарт, общественный парк, подаренный бывшим советником Дормундом Стюартом жителям Мидлсбро в 1928 году и церковь святого Катберта.
По данным переписи 2011 года в Мартон-Уорд проживало 4728 человек, а в Мартон-Уэст-Уорд — 5305 человек.

## Джеймс Кук

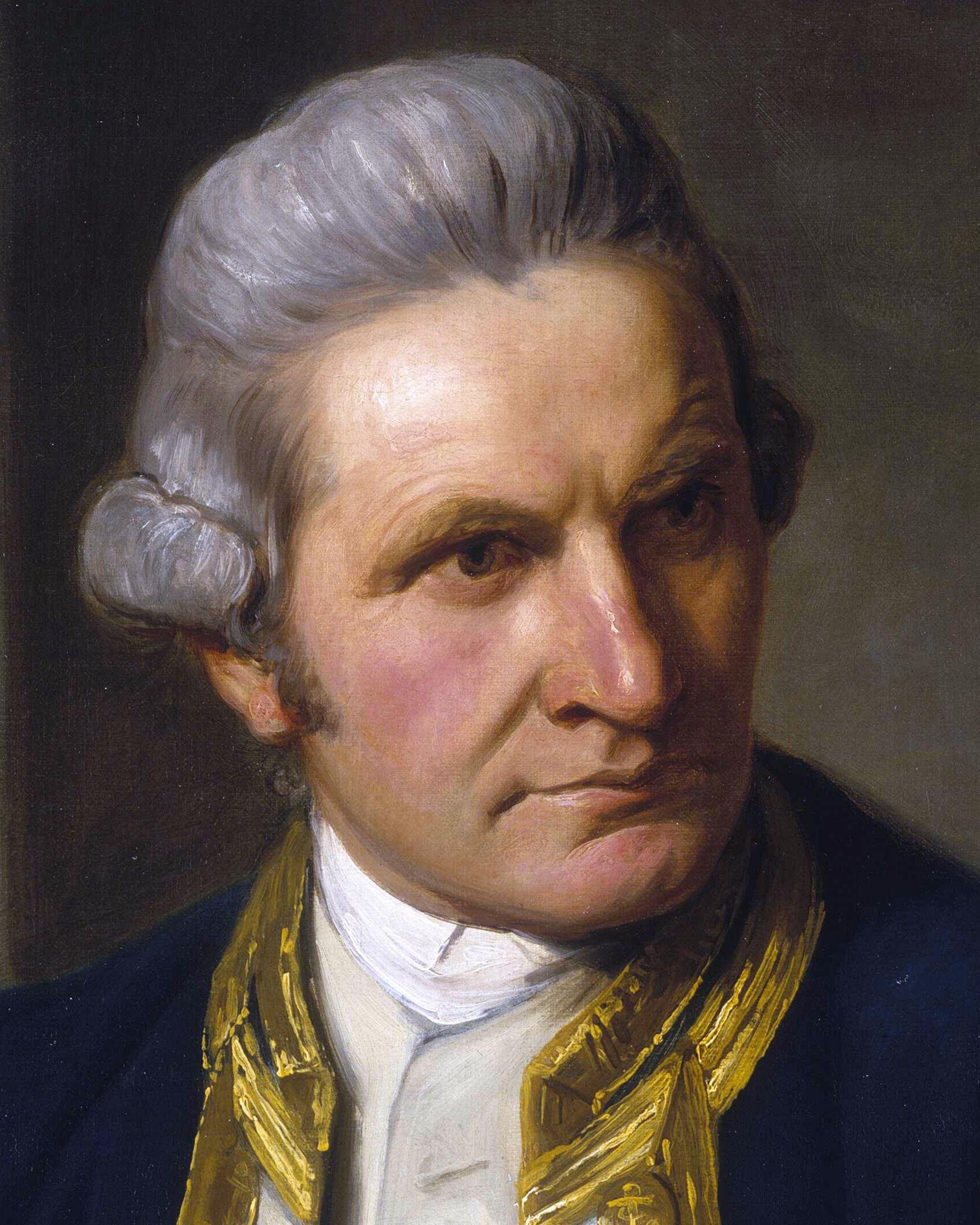
Джеймс Кук

Исследователь, картограф, мореплаватель и капитан Джеймс Кук родился в глиняном коттедже в деревне Мартон в семье Джеймса и Грейс Куков в 1728 году и недолго жил в деревне, до того, как семья переехала в Грейт-Эйтон. Предположительно к 1788 году коттедж обветшал, после чего, в 1790-х годах, его разобрал землевладелец Бартоломью Радд.

## Достопримечательности

### Парк Стюарт
В 1853 году земля, на которой сейчас располагается парк, были куплены мастером по металлу из Мидлсбро — Х. В. Ф. Болкоу. Он пристроил несколько зданий, которые были уничтожен во время пожара в 1960 году. На месте парка ныне располагается Музей капитана Кука, открытый в 1978 году.

## Транспорт
В районе ходят автобусные маршруты компаний Arriva North East и Abbott’s of Leeming, располагается железнодорожный вокзал.

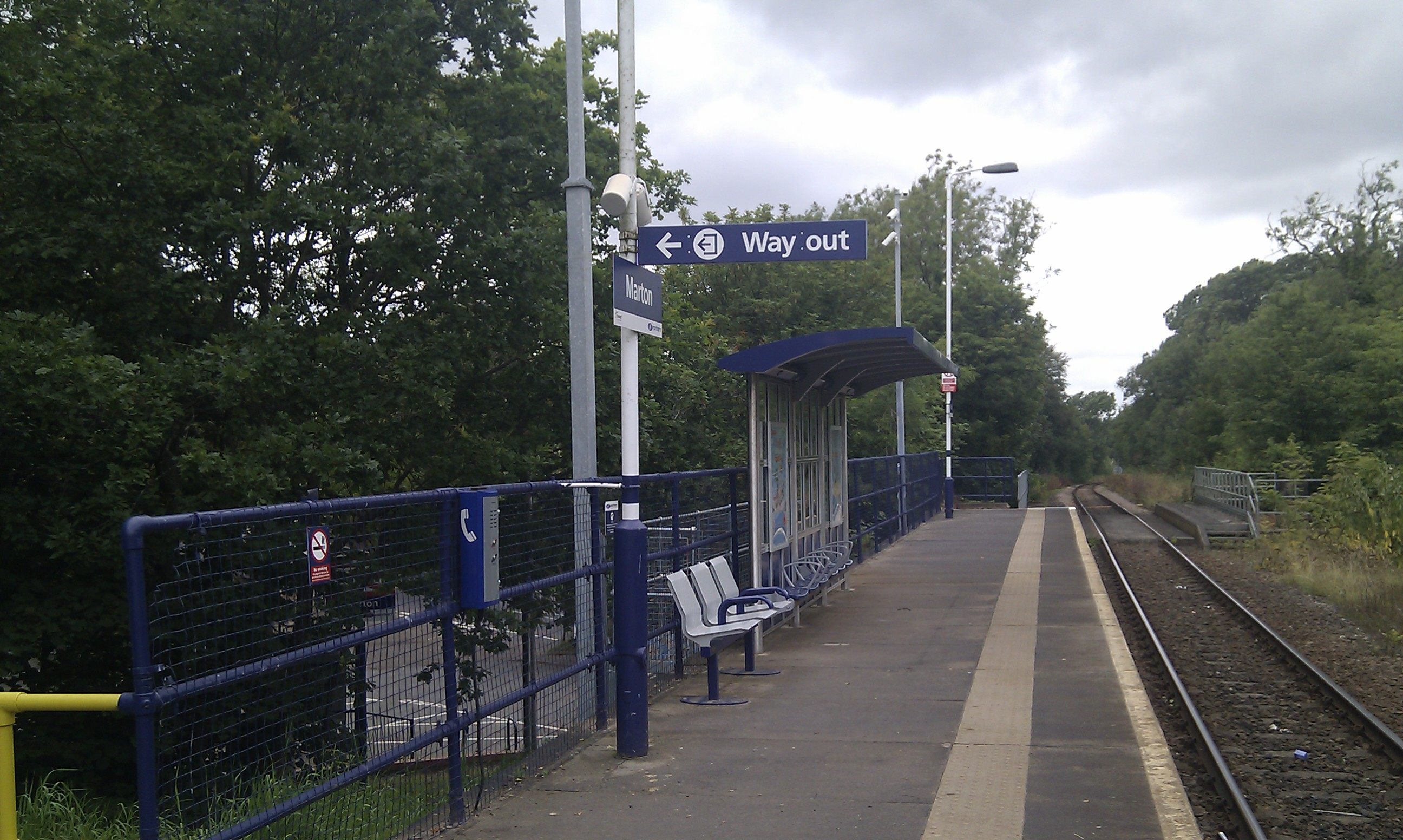
Железнодорожная станция Мартон